# Grand Prix World
Grand Prix World es el juego oficial de gestión automovilística de la temporada 1998 de Fórmula 1, desarrollado por MicroProse y publicado por Hasbro. Es la secuela de Grand Prix Manager 2. Contiene la licencia oficial de la temporada 1998 de Fórmula 1. Fue lanzado para Windows 98 en el año 1999. Dada la profundidad y variedad de opciones a la hora de representar la gestión de un equipo de Fórmula 1 respecto al resto de videojuegos del género del momento en que salió a la venta, es considerado comúnmente como el mejor juego de gestión automovilística de todos los tiempos.

## Desarrollo
El jugador toma el control de uno de los once equipos participantes en la temporada 1998 de Fórmula 1, del cual tendrá el control total, debiendo contratar dos pilotos titulares y un piloto de pruebas (de los cuales algunos pueden ser 'pilotos de pago' y el salario que tengan será lo que pagarán por correr en un equipo cada temporada), así como los encargados más importantes del personal, como el director técnico, el director comercial, el jefe de diseño del monoplaza o el jefe de mecánicos. Al ser como en la realidad, la dificultad del juego recaerá en el equipo que el jugador haya elegido, por lo que será más sencillo controlar a equipos de la parte delantera de la parrilla como Williams, McLaren o Ferrari y al contrario con Minardi o Tyrrell.
Grand Prix World es muy diferente al resto de juegos de su género, especialmente comparados con los anteriores. Pese a compartir el mismo sistema de programación que sus predecesores Grand Prix Manager y Grand Prix Manager 2, los cambios más importantes residen en el intuitivo nuevo diseño de interfaz y los módulos de negociación con patrocinadores, pilotos y personal, que dependerán del rendimiento del equipo y de las gestiones realizadas por el mánager, por tanto, toda decisión tendrá sus consecuencias. Esto resulta en resultados menos aleatorios, ya que no será posible que los pilotos de primer nivel fichen por los peores equipos de la parrilla, los patrocinadores y suministradores de motor, neumáticos o combustible se fijarán en el estado del constructor para firmar con ellos, o poder sumar puntos con esos equipos de baja tabla sin una importante reorganización de los mismos. 
El juego destaca también por su sistema de licencias que, además de incluir a todos los pilotos (a excepción de Jacques Villeneuve, que aparece como John Newhouse) y equipos que participaron en la temporada 1998, permite que cualquier patrocinador firme por cualquier equipo (siguiendo, eso sí, lo dicho en el párrafo anterior), rasgo que no contienen modos mánager de juegos más modernos como los incluidos en MyTeam de F1 2021. 
Además, los patrocinadores se dividen en "Team Sponsors" y "Cash Sponsors", siendo los primeros los más relevantes y los más complicados de firmar. A su vez, los acuerdos de suministro de motores, neumáticos y combustible son claves en la gestión del equipo. El principal objetivo del mánager será alcanzar contratos "Works" o de máxima colaboración con el suministrador, por los cuales no solo no se pagará dinero por usar esa pieza sino que se pagará al equipo para que lleve esa parte del coche. También será importante pulir esos acuerdos al máximo, de manera que el jugador podrá desarrollar el motor en exclusividad o recibir actualizaciones del suministrador antes que nadie y con más frecuencia de lo que resultaría firmar un contrato como "Partner". Los contratos "Customer" son los menos beneficiosos, ya que son los únicos que cuestan dinero entre los tres mencionados y el jugador tendrá muy limitado el acceso a actualizaciones de la pieza en cuestión y no podrá ni siquiera mejorarla. 

## Actualizaciones y comunidad del juego
Una actualización del juego, la versión v1.01, fue lanzada por MicroProse. 
A pesar de tener más de 20 años de antigüedad, a fecha de 2022, Grand Prix World sigue siendo muy aclamado por su comunidad, tanto es así que se siguen creando nuevos mods del juego, tanto de temporadas anteriores como de las más recientes. Podemos encontrar ejemplos de estos en la web 'GPM Planet'. Los nombres de los pilotos y equipos, así como sus características y otros detalles, no pueden modificarse a través del juego, sino que se necesita un editor externo para ello. 

## Problemas de compatibilidad
El juego no es compatible de origen con ningún otro sistema operativo que no sea Windows 98 o Windows XP. Para hacerlo funcionar, es necesario utilizar el modo de compatibilidad de Windows 98. Otras funciones como la de usar ALT+TAB no están tampoco permitidas, resultando en un fallo que provoca el cierre del juego. En la actualidad, no obstante, existen parches que han permitido que el juego se pueda utilizar con total normalidad en sistemas operativos modernos como Windows 7, Windows 8 o Windows 10.